# Биченков, Евгений Иванович
Евгений Иванович Биченков (5 февраля 1937 — 29 апреля 2005) — советский и российский инженер и физик. Доктор физико-математических наук (1981), профессор по кафедре общей физики физического факультета Новосибирского государственного университета (1985). Специалист в области импульсной электрофизики, физики взрыва и научного приборостроения. Предложил метод магнитной кумуляции с использованием ударных волн, переводящих полупроводник или диэлектрик в металл. Автор и соавтор более 160 научных публикаций и 19 авторских свидетельств на изобретения.

## Биография
Родился 5 февраля 1937 года в деревне Буда-Кошелёво Гомельской области БССР. В 1953 году поступил в Минский государственный университет, но перевёлся в МФТИ. В 1956 году выбрал специализацию на кафедре № 9, которую возглавлял М. А. Лаврентьев. Она специализировалась на органической химии и химии взрывных веществ. После работал в Институте гидродинамики в качестве лаборанта, младшего и старшего научного сотрудника. Приехал в Новосибирск в Золотую долину в июне 1958 года из Орево с другими молодыми специалистами. Преподавал строителям Академгородка на подготовительных курсах к вступительным экзаменам в НГУ. Здесь же защитил диплом в феврале 1959 года. Окончил с отличием аэромеханический факультет МФТИ в 1959 году, получив квалификацию инженера-физика. В 1965 году защитил кандидатскую диссертацию по теме «Исследования по магнитной кумуляции». С 1983 года входил в состав Международного оргкомитета Мегагауссных конференций.
В 1974 году заведовал экспериментальной группой № 2, входящей в состал отдела гравитационных волн. В 1981 году защитил докторскую диссертацию по теме «Взрывные магнитно-кумулятивные генераторы» и возглавил лабораторию импульсной электрофизики, преобразованную из экспериментальной группы № 2 в 1980 году, а в 1998—2005 годах был главным научным сотрудником лаборатории физики высоких плотностей энергии Института гидродинамики СО РАН.
В Новосибирском государственном университете работал с 1959 года: ассистент кафедры общей физики, доцент кафедры гидродинамики (с 1965 года), проректор по учебной работе (1967—1973), доцент (с 1973 года) и профессор (с 1982 года) кафедры общей физики физического факультета. Читал курсы физики для студентов ММФ, «Механика и теория относительности» на ФФ и спецкурсы «Экспериментальные методы исследования в физике быстропротекающих процессов», «Взрывная магнитная гидродинамика» кафедры гидродинамики НГУ.
По предложению академика М. А. Лаврентьева стал директором физико-математической школы при НГУ в 1965 году и занимал эту должность до 1967 года. Был заведующим кафедрой физики в СУНЦ НГУ в 1989—2005 годах.
Был депутатом Новосибирского городского совета депутатов трудящихся с 1969 по 1973 годы.
Под научным руководством Е. И. Биченкова защищено пять кандидатских диссертаций.
Умер 29 апреля 2005 года после тяжёлой продолжительной болезни.

## Научный вклад
Из-за важности теоретического и практического понимания катастрофических последствий цунами для судов и зашиты берега в Золотой долине создали несколько экспериментальных установок по инициативе М. А. Лаврентьева, который ставил разные задачи своим сотрудникам. В 1958 году Биченков совместно с М. А. Лаврентьевым и Сунь Цао открыли и исследовали явление гравитации волновода. Совместно с Р. М. Гариповым Биченков выполнил цикл работ по экспериментальному исследованию и математическому моделированию образования и распространения цунами, исследовал свойства подводного хребта как волновода для гравитационных волн на поверхности жидкости.
В 1979 году Е. И. Биченков предложил новый принцип магнитной кумуляции и впервые осуществил на его основе сжатие магнитного поля системой ударных волн, переводящих вещество из непроводящего состояния в проводящее. Для рекордных значений магнитных полей, получаемых по этому методу, источником энергии ударной волны должен служить ядерный взрыв.
Другой цикл работ Е. И. Биченкова был посвящен разработке приборов для импульсной рентгенографии. В 1968—1968 годах был создан аппарат из четырёх рентгеновских трубок с регулируемыми временами включения для фотографирования быстропротекающих процессов и получила название ПИР-4 (передвижной импульсный рентген 4-кадровый). Он сотрудничал в 1970-х годах с ленинградским научно-производственным объединением «Буревестник» и объединением «Светлана», что положило начало выпуску промышленного варианта рентгеновского импульсного аппарата «ПИР-4», а устройство «ПИР-600» экспонировался на ВДНХ и удостоен бронзовой медали. В приборах были предложены и реализованы новые принципы увеличения рабочего напряжения и мощности дозы рентгеновской трубки с холодным катодом. Серия из 250 таких приборов на рабочее напряжение от 100 до 1200 кВ была выпущена на заводе «СевКавРентген» и в НИИ геодезии в 1986—1987 годах. Компактные и небольшие по размерам и весу импульсные рентгеновские аппараты применяются в промышленности при дефектоскопии сварных изделий, трубопроводов и в других областях.
Исследования по использованию взрывного упрочнения высокомарганцовистой стали проводились в 1960 годах по просьбе Новосибирского стрелочного завода. Совметно с А. А. Дерибасом и Ю. А. Тришиным проводились работы по упрочнению крестовин железнодорожных стрелок. Взрыв показал себя более эффективным средством упрочнения, чем высокочастотный ток. Е. И. Биченков с соавторами исследования изучил явление соединения металлов при соударении, вызванных взрывом, и поставил первые эксперименты в СССР, ставшие основой научного и прикладного направления.

## Награды
- Заслуженный работник высшей школы РФ (1999)[3] за успехи, достигнутые в преподавании[5].
- Второй премией и дипломом II степени награждены Е. И. Биченков, В. В. Клыпин, В. Л. Овсянников, Е. И. Пальчиков, В. Л. Рабинович, Н. Г. Скоробогатых на конкурсе прикладных работ СО АН СССР (1988) за работу «Разработка и организация промышленного выпуска серии приборов для импульсной рентгенографии быстропротекающих процессов»[27][28].
- Медаль «За доблестный труд». В ознаменование 100-летия со дня рождения В. И. Ленина (1970)[3].
- Знак «Отличник народного просвещения» (1977)[3].
- Орден «Знак Почета» (1967)[3] за участие в создании Новосибирского научного центра и достигнутые успехи в развитии науки[5][29].